# Сильвестр III
Сильве́стр III (лат. Silvester PP. III; в миру Джованни деи Кресцентии — Оттавиани, итал. Giovanni dei Crescenzi – Ottaviani; ? — 1062 или 1063) — Папа Римский с 20 января по 10 марта 1045 года. В ряде исследований называется антипапой.

## Избрание
После изгнания Бенедикта IX из Рима в сентябре 1044 года Джованни, епископ Сабины, 13 января 1045 года был избран папой против его воли, после долгих дебатов между римскими семьями. При поддержке своих родственников из дома Кресцентии во главе с графом Джерардо ди Галерия он был рукоположён 20 января под именем Сильвестра III. Римляне, как писал Фердинанд Грегоровиус, почти единогласно поддержали Сильвестра и отреклись от Бенедикта.

## Понтификат
Сильвестр был обвинен, возможно, ложно, в том, что добился своего избрания подкупом, хотя скорее всего этим занимался Джерардо. Уже через месяц после избрания в город вернулся Бенедикт IX из конкурирующего рода Тусколо. 9 марта 1045 года он изгнал Сильвестра из Рима, и тот вернулся в Сабину. На следующий день Бенедикт объявил папу низложенным и вернулся на папский трон. Впоследствии он продал папский титул Джованни Грациани, который стал папой Григорием VI. После смерти Григория отказался от претензий на возвращение в Рим.

## Жизнь после понтификата
Собор в Сутри (декабрь 1046) лишил Сильвестра священства и отправил в монастырь. Несмотря на это решение, он выполнял функции епископа Сабины как минимум до 1062 года, а его преемник вступил на этот пост в 1063 году.
После низложения Сильвестра в 1045 году до его смерти сменилось еще девять пап (Григорий VI, Климент II, Дамасий II, Лев IX, Виктор II, Стефан IX, Бенедикт X, Николай II, Александр II), но мысли о возвращении Сильвестра на престол никто не допускал, оставив навсегда его в Сабине, зная, что он стремился вернуться на папский престол.

## Вопросы нумерации
Хотя статус Сильвестра III как законного папы в прошлом вызывал некоторые дебаты (некоторые считали его антипапой, как гласили решения Совета в Сутри), в современном официальном списке пап он занимает место 146-го папы римского. В базилике Сан-Паоло-фуори-ле-Мура между Бенедиктом IX и Григорием VI его портрета нет.